# Домбе (гмина, Кросненский повет)
Домбе (пол. Dąbie) — сельская гмина (волость) в Польше, входит как административная единица в Кросненский повет, Любушское воеводство. Население — 5056 человек (на 2004 год).

## Сельские округа
1. Бжезница
2. Будыня
3. Цемнице
4. Домбе
5. Домбки
6. Голя
7. Гронув
8. Косеж
9. Любятув
10. Лагув
11. Новы-Загур
12. Плав
13. Полупин
14. Стары-Загур
15. Щавно
16. Тшебуле
17. Годзеюв
18. Мокры-Млын
19. Сухы-Млын

## Соседние гмины
1. Гмина Бобровице
2. Гмина Червеньск
3. Гмина Кросно-Оджаньске
4. Гмина Новогруд-Бобжаньски
5. Гмина Свидница